# James Butler, 9:e earl av Ormond
James Butler, 9:e earl av Ormond, död 1546, var en engelsk adelsman. Han var kusin till drottning Anne Boleyn och kortvarigt förlovad med henne. 